# Отравление собак
Отравление собак — способ регулирования численности бродячих собак, который используется государственными органами и ветеринарными службами Австралии, Бангладеш, Египта, Индии, Индонезии, Казахстана, Мьянмы, Новой Зеландии, Пакистана и Палестины. Эффективность этого метода показала себя на острове Бали, где за 7 лет после начала отравлений бродячих собак, популяция этих зверей сократилась в 3.5 раза — с 600 000 до 175 000 особей, снизилось и количество заболеваний людей бешенством.
Данный способ вызывает критику зоозащитников ввиду негуманности, кроме того, при применении данного способа не отслеживается экологическая опасность.
Возможна гибель нецелевых видов млекопитающих и птиц, что особенно актуально при незаконном отравлении.
Например, применение данного метода в Испании является одним из факторов сокращения численности красного коршуна.
В марте 2022 зафиксирована гибель 97 грифов и степного орла при отравлении собак в штате Ассам (Индия). 

С 2013 года ветеринарные службы Донецкой области (Украина) используют для борьбы с бродячими собаками приманки с изониазидом (тубазидом, римифоном) — противотуберкулёзными таблетками, безопасными для людей.
Зоозащитики приводят данные о негласных случаях использования этого способа местными властями других стран. Один из фактов такого массового отравления бродячих собак был установлен прокуратурой Крыма в 2016 году.

## Легальное использование в странах мира

#### Австралия и Новая Зеландия
Отравление происходит при помощи отражателя — маленького цилиндрического устройства, которое закапывается в землю, а на поверхности остаётся только головка-приманка, содержащая капсулы с ядом. По размеру она как мяч для гольфа. Когда животное начинает вытягивать приманку, яд выстреливает ему в рот. Отражатель может выстрелить только один раз.
Единственный легальный яд, который используется для контроля за численностью безнадзорных собак, — фторацетат натрия, известный под наименованием «1080».
В 2013 году также был разработан новый яд «PAPP» (пара-аминопропифенон), он в 2010-годы проходил процедуру регистрации. Ожидается, что PAPP-приманки будут разрешены к применению для контроля за бродячими собаками. Ранее для использования в приманках для собак был разрешён стрихнин, но сейчас он под запретом. Яд в мёртвых собаках расщепляется быстро, а труп, разлагаясь, не оставляет следов яда в окружающей среде. Отравление им других видов животных маловероятно из-за того, что для собак применяется приманка с очень низким содержанием «1080». Большинство местных животных-падальщиков, которые могут съесть собачью тушу, например австралийские вараны или птицы, не восприимчивы к «1080» из-за большей устойчивости их пищеварительной системы к препарату, и поедание трупа отравленной собаки для них безопасно.
Закон требует свести к минимуму риск отравления домашних животных и усилить соблюдение мер предосторожности. Случайные отравления домашних собак происходят потому, что эти собаки, находясь без хозяина, сами забегали в сельхозугодья или леса, где проводились санитарные мероприятия по отравлению одичавших собак.

#### Бангладеш
Основным методом регулирования численности бродячих собак в этой стране является их отравление путём разбрасывания приманок.

#### Египет
Отравление приманками, а также инъекции яда для бездомных собак применяются в соответствии с распоряжением правительства и ветеринарных органов, что служит предметом критики со стороны защитников этих животных. По состоянию на 2017 год, борьбу с бродячими собаками в этой стране власти вели как с помощью отстрелов, так и отравлений.

#### Индия
В штате Джамму и Кашмир в 2008 году местные власти приняли решение бороться с угрозой распространения бешенства отравлением бродячих собак. В качестве задачи ставилось отравление не менее 100 тыс. особей этих животных. Для отравления использовались приманки со стрихнином. Однако после протестов зоозащитников, для которых умерщвление животных противоречит их убеждениям, обратившихся в суд, программа отравления была свёрнута уже в марте того же года, взамен была принята программа стерилизации, предусматривающая возврат собак обратно на улицы. В столице штата городе Сринагар успели отравить лишь 500 собак.
В 2012 году британская BBC, ссылаясь на местные органы здравоохранения сообщила, что 53925 человек, в основном дети, были укушены бездомными собаками в 10 районах индийского Кашмира в течение последних четырёх лет, за последние три года 12 человек умерли от бешенства, согласно записям лишь одной из больниц Сринагара. Численность этих животных в городе составляла на тот момент 90 тыс. особей. В 2016 году ситуация в Сринагаре продолжала оставаться угрожающей: от собак пострадали более 4000 детей, в основном в возрастной группе 3-12 лет, один из них, 4-летний мальчик, оказался в госпитале с разорванным лицом и скальпированной головой, за 2 года в результате нападений бездомных собак погибли 23 ребёнка. Несмотря на продолжение программы стерилизации, пришедшей в качестве альтернативы отравлению, количество популяции собак продолжает расти и увеличиваться в год на 10 тыс. особей. В городе наблюдается конфликт между жителями, требующими возобновления умерщвления бродячих собак, и зоозащитниками, которые считают, что достаточно продолжать лишь стерилизовать собак и выпускать обратно в жилые кварталы.
В 2015 в связи с ростом популяции бездомных собак местные власти штатов Керала и Тамилнад приняли решение о начале кампании по отравлению этих животных приманками с цианидами.

#### Индонезия
Начиная с 2008 года отравление собак применяется по распоряжению правительства местными службами в качестве превентивной меры для борьбы с распространением бешенства. За 7 лет — с 2008 по 2015 год — использования метода властям удалось сократить популяцию бродячих собак на острове Бали с 600 тыс. до 175 тыс. особей, однако такое обращение с животными служит предметом критики со стороны зоозащитной общественности из стран Западной Европы, представители которой посещали страну в качестве туристов и были шокированы, став свидетелями смерти собак на улицах.

#### Казахстан
В декабре 2016 года на севере страны в Теректинском районе Аксуатского сельского округа бродячие собаки загрызли отару овец. Отстрел животных в районе запрещён — их усыпляют таблетками. Как заявила аким Аксуатского сельского округа Любовь Искалиева:
Сразу после происшествий мы получили 100 таблеток для усыпления и травли собак. На сегодняшний день отравлено 30 собак по всему Аксуатскому сельскому округу

#### Молдова
После того, как в 2017 году был введен законодательный мораторий на отстрел бродячих собак, мэрия города Вулканешты распорядилась их травить. Главой города Виктором Петриоглу была поставлена задача до первого апреля 2017 года очистить город от всех агрессивных бродячих псов, отмечалось ранее в сообщении, опубликованном на официальном сайте примэрии Вулканешт. Отравленная приманка с тубазидом рассыпается в различных районах города хозяйственной службой примэрии. Сообщения о массовых отравлениях собак поступали также из столицы государства Кишинёва.

#### Мьянма
В 2016 году местные зоозащитники выражали протест против политики местных властей бывшей столицы государства Янгон и одноимённой провинции в отношении бездомных собак, которая заключалась в их регулярном отравлении. Численность популяции этих животных в этом городе, по состоянию на 2016 год, составляла 70 тыс. особей и в том же году двое людей умерли от бешенства, переданного им в результате покусов бездомными собаками. Ежедневно только в центральный госпиталь Янгона обращаются с травмами и покусами, полученными от бездомных собак 50 человек. Популяция бездомных собак в этой стране насчитывает 4 млн особей.
Аргумент местных властей: бродячие собаки представляют угрозу распространения заболеваемости бешенством и создают негативный облик страны для туристов. Для этого в местах скопления этих животных муниципальные служащие разбрасывают мясные шарики с ядом.

#### Непал
В 2015 году местные власти вели целенаправленную политику на избавление столицы государства и её предместий от бродячих собак, численность которых в городе составляла 20 тыс. особей. Зоозащитники жаловались на жестокость, которая, по их мнению, заключалась в том, что отравленные приманки скармливаются неагрессивным, умным и социализированным животным.

#### Пакистан
В 2015 году власти столицы Пакистана Карачи распорядились об отравлении бродячих собак, создававших угрозу для санитарной безопасности граждан. Ранее они обращались с просьбой к населению 20-миллионного города отстреливать этих опасных зверей. В 2005 году мэр города Карачи Ниматулла Хан обращался в министерство здравоохранения для выделения достаточного количества капсул, необходимых для отравления собак.
В августе 2016 года около тысячи бродячих собак было отравлены в течение недельной операции в крупнейшем городе страны Карачи в рамках программы властей по очищению городского пространства от этих животных. От собак избавляются с помощью таблеток с ядом, спрятанных в курином мясе. По словам чиновника городской администрации Мохамеда Захида, это вынужденная мера: стаи бродячих собак представляют угрозу для жителей. Так, в 2015 году, по его словам, собаки покусали 6500 человек, а в 2016 году зафиксировано 3700 случаев нападений собак, сбивающихся в стаи. Действия санитарных служб вызвали недовольство активистов, ведущих борьбу за права животных.
По состоянию на 2017 год, отравления собак на улицах Карачи продолжались регулярно. Местные власти заявляли о своей непричастности к отравлениям, однако уточняли, что законодательство не запрещает делать это частным лицам.

#### Палестина
В Палестине на Западном берегу Иордана муниципальные власти используют отравленное мясо для избавления от сотен бродячих собак. Чтобы уменьшить страдания животных, муниципальные служащие убивают отравившихся собак из оружия.

## Несанкционированное отравление собак в других странах

#### Россия
Как утверждает президент Всемирного общества защиты животных Келли О’Меара, в Сочи отравление бродячих собак использовалось в качестве основного метода регуляции численности этих животных накануне проведения зимних олимпийских игр 2014 года.
В 2012 году в городе Самара за полгода от отравлений крысиным ядом погибли 12 500 собак. Местные зоозащитники высказали предположение, что в этом повинны службы городского хозяйства. Издание правительства РФ «Российская газета» отметило, что эти предположения не лишены оснований: по данным газеты, управляющие компании и ТСЖ, вняв требованиям Роспотребнадзора, проводили масштабную дератизацию подведомственных территорий. В попытке истребить полчища крыс они раскладывали приманки с отравой на контейнерных площадках, где кормятся не только грызуны, но и бездомные собаки, и в отличие от крыс, быстро вырабатывающих иммунитет к новому яду, уличные псы давно утратили нюх к опасности.
Крымская ассоциация защитников животных утверждает, что в 2015 году в разгар курортного сезона в Евпатории коммунальными службами города были отравлены бродячие собаки, трупы которых потом плавали в море и валялись на набережной возле сувенирных лавок. Местная администрация заявила о непричастности к отравлениям собак, однако прокуратура выяснила, что собак травили работники частной фирмы, у который был заключён договор с городской администрацией.
В том же году зоозащитники Сахалинской области обвиняли местные службы городского хозяйства в регулярных отравлениях бродячих собак приманками с изониазидом.
В 2017 году начальник районного отдела сельского хозяйства Окинского района Бурятии Альберт Хандаков сообщил, что для отравления волков в районе используются гранулы с римифоном. Это приманка на основе изониазида, ранее использовавшаяся для отравления бродячих собак.
В 2014 году перед судом во Владивостоке предстал 31-летний местный житель Кислицын. По версии зоозащитников, он по собственной инициативе отравил более 1000 бродячих собак в своём городе, используя приманки с лекарственными средствами в сосисках. Инцидент получил общественный резонанс, в том числе в зарубежных СМИ. Гражданина задержала 50-летняя активистка-волонтёр из местного фонда помощи бездомным животным Татьяна Брагина. У него были изъяты куриные кости, пропитанные ядовитым раствором, мясные шарики с таблетками. Две бродячие собаки, которых Брагина подкармливала и защищала от отлова, были отравлены, одну удалось спасти. Собаки жили во дворе многоэтажного жилого дома, для них Брагина по личной инициативе построила будки, а также установила видеокамеры для наблюдения за ними. Несколькими месяцами ранее были отравлены пять собак из опекаемой стаи Брагиной, а позднее ещё три. По версии следствия, Кислицын в период с 27 мая по 8 июня 2013 года отравил лишь 9 собак. Суд подтвердил причастность Кислицына к преступлениям по предъявленным обвинениям, за исключением двух эпизодов. Журналисты в своих публикациях называли обвиняемого «догхантером», но тот свою вину не признал. Кислицын был приговорён судом к штрафу в размере 20 000 рублей, однако уплата штрафа была отменена в связи с наступлением для него амнистии. После обжалования приговора в 2016 году Кислицын был приговорён к 240 часам исправительных работ, но повторно попал под амнистию. Зоозащитники, недовольные приговором, пообещали продолжать преследовать гражданина. Стоит отметить, что в 2016 году в районе, где произошёл инцидент, продолжали фиксироваться случаи нападения бродячих собак на людей, в результате которых гражданам приходилось обращаться в больницы в связи множественными покусами кистей рук и ног. По состоянию на 2016 год в городе уже два года не отлавливали бродячих собак: было объявлено 6 аукционов на отлов и содержание бездомных животных, но не нашлось ни одной организации, желающей принять в нём участие, из-за невыполнимых условий контракта, согласно нему собак предполагается после отлова содержать на полном довольствии полгода.
По мнению президента Центра правовой зоозащиты Светланы Ильинской, российское законодательство не позволяет решать эффективно проблему бездомных животных законными способами: легально изымать безнадзорных животных можно только путём отлова и помещения в приюты; после того как все места для поступающих животных оказываются заняты и привозить отловленных собак некуда, коммунальщикам ничего не остаётся, как травить их на улицах.

#### Украина
В 2013 году с помощью противотуберкулёзных таблеток препарата «Тубазид» начало борьбу с бродячими собаками Донецкое областное управление ветеринарной медицины. Местные ветеринары сочли данный метод не самым эффективным и не самым гуманным, однако используют его в связи с дешевизной и с целью предотвращения случайных отравлений приманками для собак бомжей, которые также питаются едой, найденной в мусорных контейнерах.
Зоозащитники свидетельствуют о случаях массовых отравлений собак службами городского хозяйства в ряде городов этой страны — в Ужгороде в 2011 году, в Донецке в 2012 году. В 2015 году местная пресса сообщила о намерении коммунальных служб отравить собак в Киеве.